# Iulian Văcărel
Iulian Văcărel (n. 15 noiembrie 1928, Vălenii de Munte, județul Prahova – d. 9 ianuarie 2019) a fost un economist român, membru titular (1994) al Academiei Române.
A fost prim-adjunct al ministrului finanțelor.

## Activitate publicistică
Iulian Văcărel a publicat cursuri universitare în mai multe ediții, numeroase studii de cercetare fundamentală și aplicativă, cu abordare la nivel de întreprindere și de ramură, la nivel macroeconomic și la scară mondială.
- Probleme ale teoriei finanțelor (1963)
- Tendințe în evoluția postbelică a finanțelor publice: țări dezvoltate, țări în curs de dezvoltare (1968)
- Finanțele României (1974)
- Finanțele și cerințele dezvoltării agriculturii pe plan mondial (1976)
- Finanțele publice. Teorie și practică (1981)
- Probleme ale dezvoltării economiei mondiale: imperative, obstacole, alternative (1989)
- Relații financiare internaționale (1995)
- Finanțe publice (1992, 1999) - coautor și coordonator
- Asigurări și reasigurări (1993, 1998) - coautor și coordonator
- Politici economice și financiare de ieri și de azi (1996)
- Politici fiscale și bugetare în România 1990-2000 (2001)

De asemenea, a participat la elaborarea unor lucrări de analiză retrospectivă și prospectivă:
- Schiță privind strategia înfăptuirii economiei de piață în România (1990)
- Strategia națională de pregătire a aderării României la Uniunea Europeană (Snagov I, 1995)
- Evaluarea stării economiei naționale (ESEN 1, capitolul "Finanțele publice - 1999-2000)
- Strategia națională de dezvoltare economică a României pe termen mediu (Snagov II, 2000)
- Evaluarea stării economiei naționale (ESEN 2, capitolul "Sistemul de impozite și taxe în Uniunea Europeană și în România - 2001)

## Distincții
- Ordinul Steaua Republicii Populare Romîne clasa a IV-a (10 august 1964) „pentru merite deosebite în opera de construire a socialismului, cu prilejul celei de a XX-a aniversări a eliberării patriei”[3]
- Ordinul Tudor Vladimirescu clasa a III-a (20 aprilie 1971) „pentru merite deosebite în opera de construire a socialismului, cu prilejul aniversării a 50 de ani de la constituirea Partidului Comunist Român”[4]